# ژرالدین مارتنو
ژرالدین مارتنو (انگلیسی: Géraldine Martineau؛ زادهٔ ۱۹۸۴/۱۹۸۵ (۴۰–۴۱ سال)) بازیگر اهل کشور فرانسه است. وی از سال ۲۰۰۷ میلادی تاکنون مشغول فعالیت بوده‌است.
از فیلم‌ها یا برنامه‌های تلویزیونی که وی در آنها نقش داشته‌است می‌توان به هلفون، لئا، و یک روز در موزه اشاره کرد.